# 为了安达卢西亚

为了安达卢西亚标志

为了安达卢西亚（西班牙語：Por Andalucía）是西班牙安达卢西亚自治区的一个左翼选举联盟，成立于2022年4月25日。该联盟的成员有：联合左翼绿党—为了安达卢西亚大会、安达卢西亚生态绿党、安达卢西亚人民倡议和更多国家安达卢西亚（2023年10月解散）。我们能安达卢西亚和安达卢西亚绿色联盟没有加入联盟，但提供外部支持。